# کریستین بیزل
کریستین بیزل (انگلیسی: Christian Beisel؛ زادهٔ ۸ دسامبر ۱۹۸۲) بازیکن فوتبال اهل آلمان است.
از باشگاه‌هایی که در آن بازی کرده‌است می‌توان به باشگاه فوتبال دارمشتات ۹۸، باشگاه فوتبال اشبورن ۱، باشگاه فوتبال اس‌وی زاندهاوزن، و باشگاه فوتبال هایدنهایم اشاره کرد.